# كريستينا عاصي
كريستينا عاصي (1995-) هي مصورةُ صحافيَّة لبنانيَّة تعمل لدى وكالة فرانس برس. حاصلةٌ على شهادة البكالوريوس في الصحافة من جامعة نوتر دام عام 2018، وفي 24 يوليو 2024، حملت الشعلة الأولمبية في فرنسا، تكريمًا للصحفيين الذين سقطوا خلال أداء عملهم، برفقة زميلها المصور الأمريكي ديلان كولنز. أُختيرت ضمن لائحة 100 امرأة ملهمة لبي بي سي لعام 2024.

## إصابتها
أثناء تغطيتها أحداث الاشتباكات بين حزب الله والجيش الاسرائيلي على الحدود اللبنانية الاسرائيلية في علما الشعب في 13 أكتوبر 2023، والتي تزامنت مع عملية طوفان الأقصى، أصيبت بقذيفة دبابة إسرائيلية أدت لمقتل مصور وكالة رويترز عصام عبد الله، وإصابة كريستينا عاصي بجروح خصيرة أدت لبتر ساقها اليمنى وإصابة ستة صحفيين آخرين كانوا بالموقع.

## تكريمات وجوائز
نالت كريستينا العديد من التكريمات منها:
- المركز الأول في مسابقة التحدي الرقمي العالمي، 2017.
- جائزة التصوير الفوتوغرافي من مجموعة بنك بيبلوس، 2018.
- اختيار إحدى صورها ضمن "صور العام" لوكالة فرانس برس، 2019.
- حاملة شعلة أولمبياد باريس، عام 2024.
- جائزة منتدى الدوحة